# Мухутдінов Касим Мухутдінович
Касим (Костянтин) Мухутдінович Мухутдінов (1898—1964) — радянський актор, Заслужений артист РРФСР.

Могила Касима Мухутдінова

Похований в Києві на Байковому кладовищі (ділянка № 2).

## Фільмографія
- 1963 «Новели Красного дому»
- 1959 «Таврія»
- 1958 «Військова таємниця» :: Шалімов
- 1957 «Якби каміння говорило...»
- 1941 «Богдан Хмельницький» :: мурза Тугай-Бей
- 1939 «Друзі зустрічаються знову» :: Даньяр, він же Курбаші Шир-хан
- 1937 «Пугачов» :: Салават
- 1935 «Місячний камінь» :: Саїд
- 1933 «Анненківщина» :: Касим, анненковець
- 1932 «Особиста справа» :: директор
- 1931 «Розгром»
- 1931 «Кров землі» :: Ярмат
- 1930 «Спляча красуня» :: Ребров, робітник